# Joachim Laupp

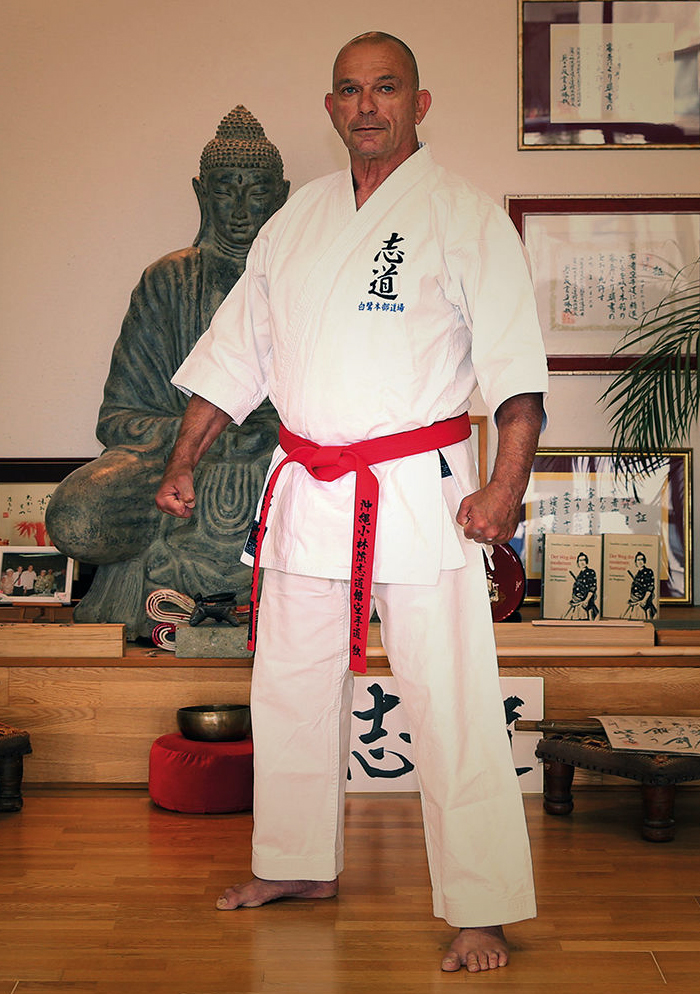
Sensei Joachim Laupp 9. Dan Hanshi

Joachim Laupp (* 3. Juli 1957 in Trier) 9. Dan Hanshi ist ein international tätiger, deutscher Karatemeister und Oberhaupt des Okinawa Shorin-ryu Shidokan Karate-do in Europa.

## Leben
Seit 1991 ist Sensei Joachim Laupp der Hauptvertreter des traditionellen Okinawa Shorin-ryu Shidokan Karate-do in Deutschland und Europa.
Sein Karateweg begann 1969. Heute ist er seit Jahrzehnten persönlicher Schüler des mittlerweile verstorbenen Oberhaupts des traditionellen Shorin Ryu Karates, Großmeister Miyahira Katsuya 10. Dan Hanshi in Okinawa.
Er wurde von ihm beauftragt, traditionelles Okinawa Shorin-ryu Shidokan Karate-do in Europa zu vertreten. Seine Schüler unterrichten in mehreren Städten in Deutschland, Griechenland, Schweiz, Niederlande, Polen und außerhalb von Europa in Indien.
Sensei Laupp ist ein international anerkannter Budō-Lehrer, der Karate-do als Lebenseinstellung und Weg sieht und dies an seine Schüler weitergibt. Er unterrichtet persönlich im Europäischen Zentrum für Okinawa Shorin-ryu Shidokan Karate-do in Düsseldorf und im Shirasagi Honbu Dojo in Trier.

## Werke
- Der Weg des modernen Samurai: Achtsamkeit als Wegkunst. Books on Demand, Norderstedt 2014, ISBN 978-3-7347-3427-4.